# Ken Tralnberg
Ken Tralnberg (né le 17 juillet 1956 à Prince Albert, au Canada) est un curleur canadien.

## Palmarès

### Jeux olympiques
| Édition    | Salt Lake City 2002 |
| Classement | Argent              |